# The Katzenjammer Kids
The Katzenjammer Kids, The Captain and the Kids, Maldades de dos pilluelos, El capitán y sus dos sobrinos o Los Cebollitas (en algunos países hispanohablantes) es una tira cómica estadounidense que apareció en 1897 creada por Rudolph Dirks, inmigrante alemán, en el American Humorist, suplemento sabatino del New York Journal, propiedad del magnate William Randolph Hearst. Actualmente es distribuida por King Features Syndicate, que ha hecho de ésta la tira cómica más antigua aún en publicación.

## Trayectoria editorial
Después de una serie de batallas legales entre 1912 y 1914, Dirks abandonó la organización de Hearst y comenzó una nueva tira cómica primero titulada Hans und Fritz y luego The Captain and the Kids, presentando a los mismos personajes de la tira original, la cual fue continuada por Hearst y otro artistas. Ambas versiones continuaron hasta que en 1979 The Captain and the Kids ahora dibujada por John, el hijo de Rudolph Dirks, finalizó su aparición.
Su primera publicación en España tuvo lugar en el seno de la revista Pinocho. En los años 70 la editorial vasca Buru Lan publicó las historietas de "Los Cebollitas" como complemento a "Carlitos" y Snoopy.

## Argumento
The Katzenjammer Kids trataba de las travesuras de los gemelos Hans y Fritz, que buscaban poner en ridículo o enojar a los adultos. La mamá encarga al capitán la educación de los niños.  Éste junto con el inspector, un par de holgazanes, fracasan reiteradamente en su intento de disciplinar a los chicos o de obligarles a realizar distintos trabajos. Ambos meten la pata, o los niños les gastan bromas que les dejan en ridículo. Por otra parte, se crea un universo femenino en el cual la reina compite con la mamá en elegancia.En historias posteriores las relaciones entre chicos y grandes son menos hostiles. Los personajes de la isla (africanos o polinesios) también son objetos de burla, bien por los niños o por el propio guionista. Intencionalmente Dirks conservó en la tira un aspecto distintivo: varios de los personajes hablaban inglés con marcado acento alemán.

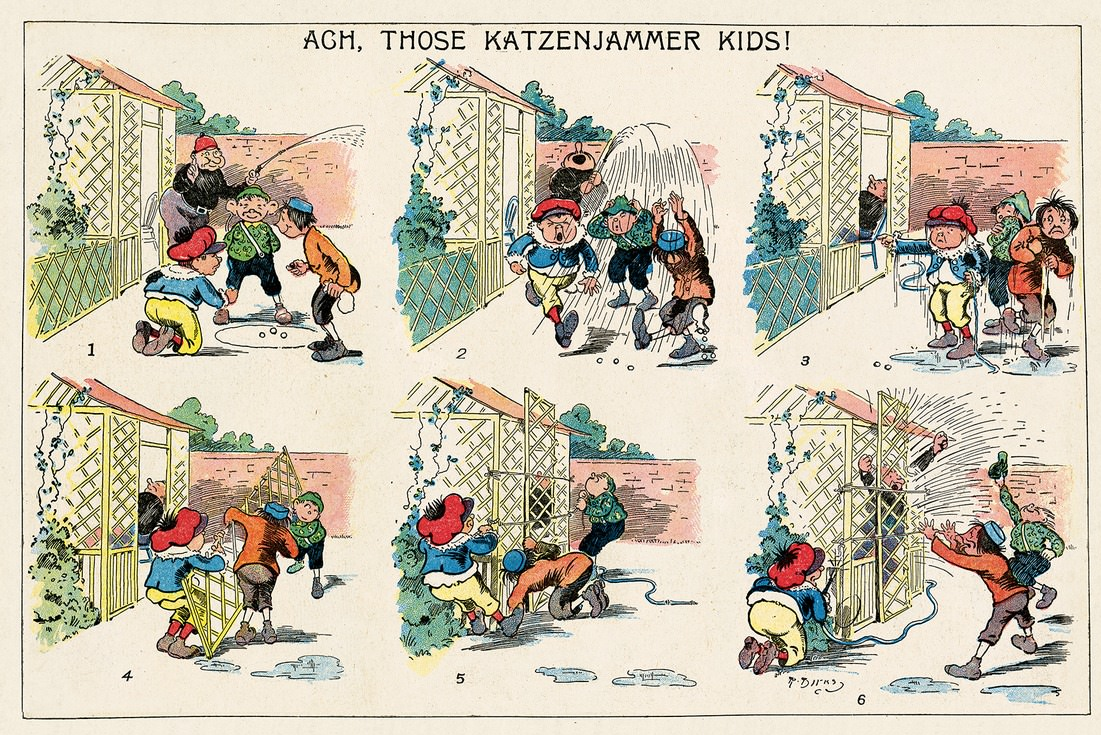
Primer dibujo publicado, en el n.º del 12 de dic. de 1897 del New York Journal. «Ach!» (al.): «¡Buf!».

## Personajes
- Hans - uno de los pilluelos.
- Fritz - otro pilluelo, hermano del anterior.
- Mama (Mamá en algunos países hispanohablantes "Doña Catana") - es la madre de los chicos.
- The Captain (El Capitán en algunos países hispanohablantes) - El antagonista principal, es un marino de edad madura que frecuenta la casa de la familia de los chicos, vive al parecer enamorado de la mamá y reemplaza a la figura paterna.
- The Inspector (El Inspector en algunos países hispanohablantes) - un anciano con barba blanca y abrigo verde, que usa sombrero de copa. Amigo y secuaz del capitán.

También hay un rey, que en sus inicios era africano y luego polinesio, así como otros niños con quienes hacen sus travesuras.

## Influencias
The Katzenjammer Kids se enmarca en la tradición de niños revoltosos del cómic que parte de Max und Moritz (1865) y pasa por Zipi y Zape (1948).

## Adaptaciones
La tira ha inspirado en sus inicios algunas caricaturas y filmes de imagen real mudos. También se hicieron algunos dibujos animados sonoros (por el estudio de animación International Film Service para Metro-Goldwyn-Mayer, aunque sin éxito). Posteriormente aparecieron algunos dibujos para la televisión, a manera de segmentos independientes titulado "The Captain and the Kids" (en Hispanoamérica El Capitán y los Pilluelos) dentro de la serie "Archie's TV Funnies" (en Hispanoamérica Las Historietas de Archie), producida por Filmation. En la década de 1990 se publicó dentro del libro anual de monitos en Noruega.